# Ride This Train
Ride This Train é o oitavo álbum de estúdio do cantor Johnny Cash, lançado em setembro de 1960.
| Críticas profissionais                                                      | Críticas profissionais |
| Avaliações da crítica                                                       | Avaliações da crítica  |
| Fonte                                                                       | Avaliação              |
| --------------------------------------------------------------------------- | ---------------------- |
| allmusic                                                                    | [ 3 ]                  |
| Esta tabela precisa de ser acompanhada por texto em prosa. Consulte o guia. |                        |

## Faixas
Todas as faixas por Johnny Cash, exceto onde anotado.
1. "Loading Coal" (Merle Travis) – 4:58
2. "Slow Rider" – 4:12
3. "Lumberjack" (Leon Payne) – 3:02
4. "Dorraine of Ponchartrain" – 4:47
5. "Going to Memphis" (Cash, Hollie Dew, Alan Lomax) – 4:26
6. "When Papa Played the Dobro" – 2:55
7. "Boss Jack" (Tex Ritter) – 3:50
8. "Old Doc Brown" (Red Foley) – 4:10

## Créditos
- Johnny Cash - Guitarra, vocal
- Al Casey - Guitarra
- Luther Perkins - Guitarra
- Johnny Western - Guitarra
- Shot Jackson - Guitarra
- Marshall Grant - Baixo
- Gordon Terry - Violino
- Floyd Cramer - Piano
- Buddy Harman - Bateria